# Arcoptilia
Arcoptilia là một chi bướm đêm thuộc họ Pterophoridae.

## Các loài
- Arcoptilia gizan Arenberger, 1985
- Arcoptilia pongola Ustjuzhanin et Kovtunovich, 2010